# Турсс, Янис
Янис Турсс (латыш. Jānis Turss; 19 июля 1876 — 27 февраля 1945) — латвийский органист, музыкальный педагог и хоровой дирижёр.
Окончил Санкт-Петербургскую консерваторию, ученик Якова Гандшина (орган), занимался также под руководством Язепа Витола. Работал органистом и хормейстером в Бауске, а с обретением Латвией независимости — преимущественно в Лиепае. Органист лиепайской церкви Святой Анны, преподаватель органа и (в 1924—1926 годах) директор Лиепайской народной консерватории, дирижировал концертами Лиепайской филармонии, руководил хоровыми коллективами. Секретарь Курземских праздников песни. В 1941—1944 годах преподавал музыку в Мадоне.
В 1907 году Турсс случайно оказался в Ляудоне, где школьный хор под руководством молодого учителя исполнял кантату Язепа Витола «Беверинский певец». Работа учителя в качестве дирижёра впечатлила Турсса, и он порекомендовал ему получить профессиональное музыкальное образование. Учитель, Теодор Рейтер, последовал совету и стал в дальнейшем главным дирижёром Латвийской национальной оперы.